# Miss Ledyia
Miss Ledyia o Miss Ledya es la primera película de ficción gallega conocida, rodada en 1916. Fue dirigida por José Gil Gil, con guion de Rafael López de Haro, y tiene una duración de 20 minutos.

## Argumento
La historia, muy influenciada por los seriales cinematográficos de Louis Feuillade, muy de moda en la época, narra la llegada a la ciudad de Pontevedra de la señorita Ledyia Katson y su tío millonario procedente de Estados Unidos, así como su estancia en la isla de La Toja. Allí se encuentran con los reyes de Suavia que están de incógnito y que además se ven amenazados por la llegada de un anarquista, que pretende realizar un atentado, en una clara referencia al atentado de Sarajevo que desencadenó la Primera Guerra Mundial.

## Características

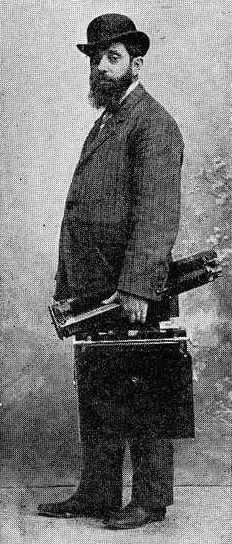
El director José Gil Gil

Se rodó en la isla de La Toja, en el balneario del río Lérez en el barrio pontevedrés de Monte Porreiro, y también en La Caeira y Portosanto (Poyo). Se estrenó el 3 de marzo de 1916 en el Teatro Principal de Pontevedra.
Sólo se conserva una copia de la película, que estuvo en el Museo de Pontevedra hasta 1996, cuando fue cedida a la Filmoteca Española. Actualmente se encuentra en la Filmoteca de Galicia, que ha restaurado la copia.

## Intérpretes
Los actores, aficionados, pertenecían a la burguesía pontevedresa. Aparecen en orden de aparición en los créditos:
- Fefa Sandoval (Señorita Ledyia)
- Marina Fonseca (Márgara)
- Petra Gaztambide
- Lola Quiñones
- Margarita Berbén (Señorita Katia)
- Clara Sobrino
- Fausto Otero (Rusquin)
- Castelao (pastor protestante)
- Víctor Cervera Mercadillo (Señor Katzon)
- Isidoro Millán
- Félix Rojas
- Manuel Esparragó
- Antonio Blanco Porto (Carlos)